# پارمیت ستهی
پارمیت ستهی (به انگلیسی: Parmeet Sethi) (زاده ۱۴ اکتبر ۱۹۶۱) بازیگر، کارگردان، تهیه کننده هندی است.
از فیلم‌هایی که وی در آن نقش داشته است می‌توان به درقلب شما هستیم، دوستت دارم، ضربات زنگ، بی‌نام و نشان، فریب، شارمجی نامکین، قهرمان هندوستانی و بگذار قلب بتپد اشاره کرد.